# География Французской Гвианы
Францу́зская Гвиа́на — крупнейший заморский департамент Франции, расположенный на северо-востоке Южной Америки. Граничит на западе с Суринамом, на юге и востоке с Бразилией, на севере и северо-востоке омывается Атлантическим океаном. Площадь 91 000 км².

## Географическое положение
Французская Гвиана граничит со следующими странами:
- Суринам — 510 км
- Бразилия — 673 км

| Физическая карта Французской Гвианы |
| ----------------------------------- |
|                                     |

### Крайние пункты
Крайние точки: на севере 5 ° 46’N, на юге 2 ° 06’N, 54 ° 33’W на западе и 51 ° 37’W на востоке. Длина по меридиану составляет 400 км, а по параллели 330 км.

## Рельеф
Характеризуется низовинным ландшафтом.
Высочайшая вершина — гора Бельвю имеет 851 метра высоты, находится в Гвианском нагорье.

### Побережье
Береговая линия — 378 км.

## Климат
Климат во Французской Гвиане тропический.

## Гидрография

### Реки
Марони, Апруак

## Растительность
В растительности преобладают влажные тропические леса. Французская Гвиана является одним из немногих мест в мире (в зоне с экваториальным климатом), где растительность очень хорошо сохранилась. Природные влажные вечнозеленые тропические леса охватывают три четверти территории страны. Эти леса характеризуются богатым разнообразием видов. В нем можно найти деревья до 50 метров высотой. К ценным видам относятся махагони и сейбу. В лесах распространены эпифиты и лианы. На побережье растут мангровые леса. Очень распространенными являются пальмы, особенно на побережье. На юге и в высокогорных районах есть небольшие участки влажных саван с высокой травой, которая называется campos limpos.

## Животный мир
Животный и растительный мир достаточно хорошо сохранились. Фауна Французской Гвианы является подобной фауне Бразилии и имеет значительное видовое разнообразие. Среди крупных млекопитающиев достаточно распространенными являются такие редкие виды, как ягуар и пума. Среди млекопитающих также распространены тапировые виды, на деревьях проживают много видов обезьян Нового Света. В реках распространены кайманы. Большой и богатый мир птиц. В лесах также есть много видов насекомых, в том числе крупных и ядовитых пауков и тарантулов.